# Kałaniszki
Kałaniszki – dawna wieś. Tereny, na których była położona, leżą obecnie na Białorusi, w obwodzie witebskim, w rejonie brasławskim, w sielsowiecie Mieżany.
Inna nazwa wsi to Kołaniszki.

## Historia
W latach 1921–1939 wieś leżała w Polsce, w województwie nowogródzkim (od 1926 w województwie wileńskim) w powiecie brasławskim w gminie Dryświaty.
Według Powszechnego Spisu Ludności z 1921 roku zamieszkiwały tu 34 osoby, 14 było wyznania rzymskokatolickiego, a 24 prawosławnego. Jednocześnie 33 mieszkańców zadeklarowało polską przynależność narodową, a 1 rosyjską. Było tu 7 budynków mieszkalnych. W 1931 w 8 domach zamieszkiwały 42 osoby.
Miejscowość należała do parafii rzymskokatolickiej w Mieżanach i prawosławnej w Dryświatach. W 1933 podlegała pod Sąd Grodzki w m. Turmont i Okręgowy w Wilnie; właściwy urząd pocztowy mieścił się w Mieżanach.